# Cycnidolon gounellei
Cycnidolon gounellei là một loài bọ cánh cứng trong họ Cerambycidae.